# Ma tu lo sai
Ma tu lo sai è un singolo del cantautore italiano Carlo Zannetti, pubblicato il 20 giugno 2016.

## Descrizione
Il disco è stato pubblicato dall'etichetta discografica Tunecore.

## Tracce
1. Ma tu lo sai – 4:02 (Carlo Zannetti)